# جزيرة كوش

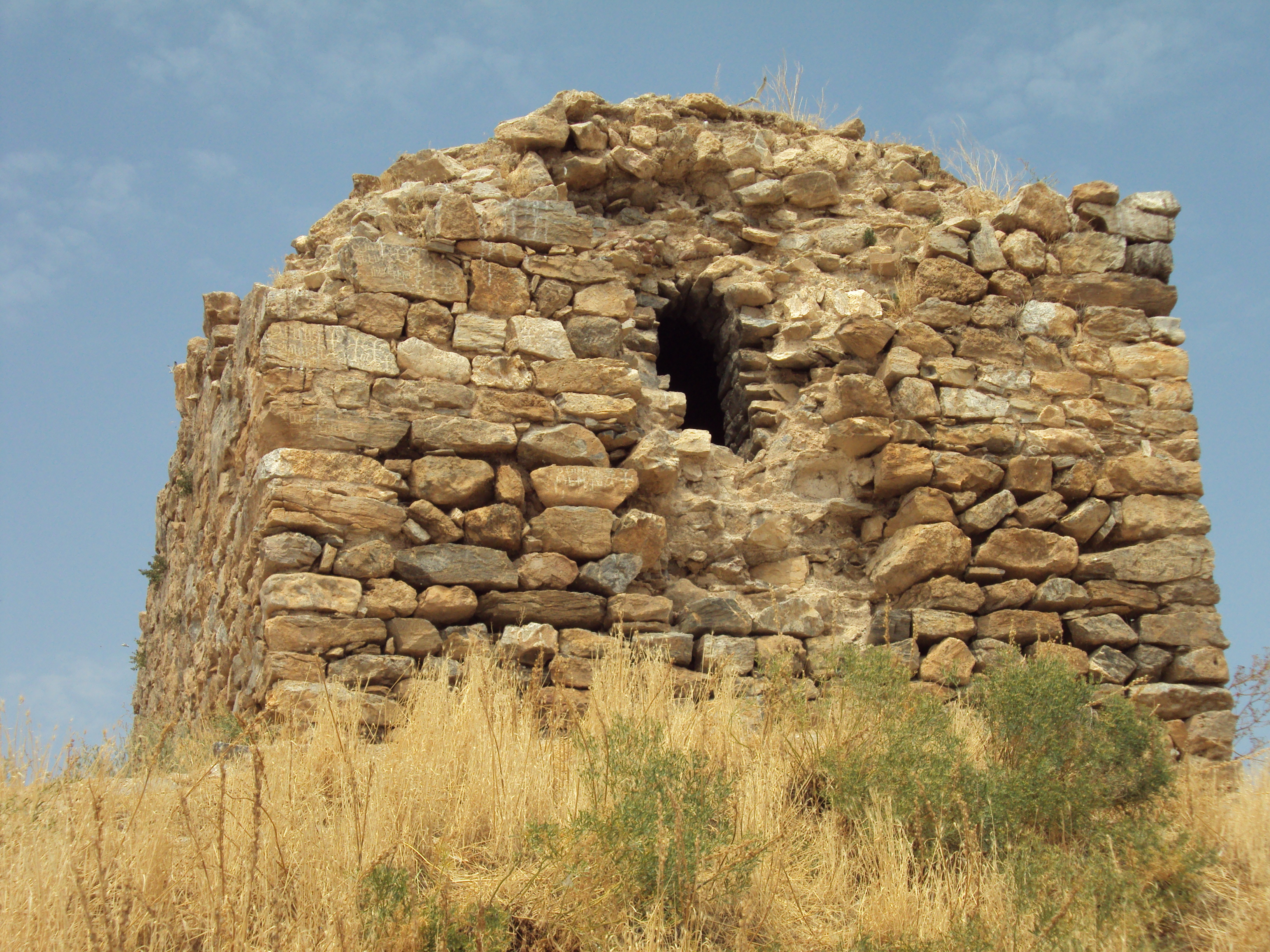
أنقاض الدير الصغير

جزيرة كوش (حرفيا "جزيرة الطيور")، وتسمى أيضًا جزيرة أرتر (بالأرمنية: Առտեր կղզի)‏، هي جزيرة صغيرة تقع في بحيرة فان في تركيا. وهي الآن غير مأهولة بالسكان ولكنها كانت تضم في السابق ديراً صغيراً لا يزال من الممكن رؤية أطلاله.

## أنظر أيضاً
- قائمة جزر تركيا

## روابط خارجية
- دير والدة الإله في جزيرة أرتر